# Haania confusa
Haania confusa är en bönsyrseart som beskrevs av Kirby 1904. Haania confusa ingår i släktet Haania och familjen Thespidae. Inga underarter finns listade i Catalogue of Life.